# Gauzbert du Maine
Gauzbert (mort en 851 ou 853) nom porté par deux comtes du Maine successifs de la famille des Rorgonides entre 840 à 853.  

## Origine
Comme le mentionne la « Fondation for Medieval Genealogy », la relation exacte de Gauzbert avec la lignée des comtes du Maine demeure imprécise.
Selon Régine Le Jan, Gauzbert serait le fils putatif et homonyme de Gauzbert, le frère de Rorgon Ier, abbé de l'abbaye Saint-Maur de Glanfeuil. Ses deux frères, Gauzlin et Theodrad († 861), sont successivement eux aussi abbés de Saint-Maur.    
Par ailleurs André Chédeville et Hubert Guillotel qui en font un fils de Rorgon Ier, distinguent comme Janet L. Nelson: Gauzbert le « Jeune » (juvenis), qui était l'ennemi de Lambert II de Nantes tué en combattant pour Charles le Chauve lors de la bataille de Jengland, et son fils et homonyme Gauzbert le « Petit », le « Tout Jeune » ou encore le « Jeunet » (juvenculus), exécuté deux ans après.

## Gauzbert le Jeune
Gauzbert « le Jeune » († 851) est cité pour la première fois en 839 dans une charte de Rorgon Ier, comte du Maine. Ce dernier meurt peu de temps après, laissant des enfants en bas âge, et Gauzbert assure le gouvernement et la défense du comté du Maine contre les Vikings. Il doit aussi lutter contre le comte de Nantes Lambert II et son allié le roi Erispoë, et il est tué avec d'autres grands du royaume – comme le comte Vivien, chambrier, et Hilmerad le comte palatin, tous deux au service de Charles le Chauve –, à la bataille de Jengland, le 22/23 août 851.

## Gauzbert le Jeunet
C'est son fils et homonyme Gauzbert « le Jeunet » († 853) qui tue Lambert II dans une embuscade, le 1er mai 852 et fait exécuter son frère Garnier.
En mars 853, Charles le Chauve accuse Gauzbert d'alliance avec les Bretons, alors en révolte, et le fait décapiter (decollatus). Cette exécution, qui était le châtiment réservé aux traîtres, incite certains Grands du royaume à se révolter et à appeler à l'aide Louis le Germanique. Selon la Chronique de Saint-Maixent, Gauzbert est tué par les Nantais. 
On ne sait pas s'il se maria, ni s'il eut des enfants. C'est Rorgon II qui lui succéda.

## Sources
- Régine Le Jan, Famille et pouvoir dans le monde franc (VIIe – Xe siècle). Essai d'anthropologie sociale. Paris, Publications de la Sorbonne, 1995  (ISBN 2859442685).
- Janet L. Nelson, Charles le Chauve. Paris, Aubier, 1994  (ISBN 2700722612).